# Blåskiffer

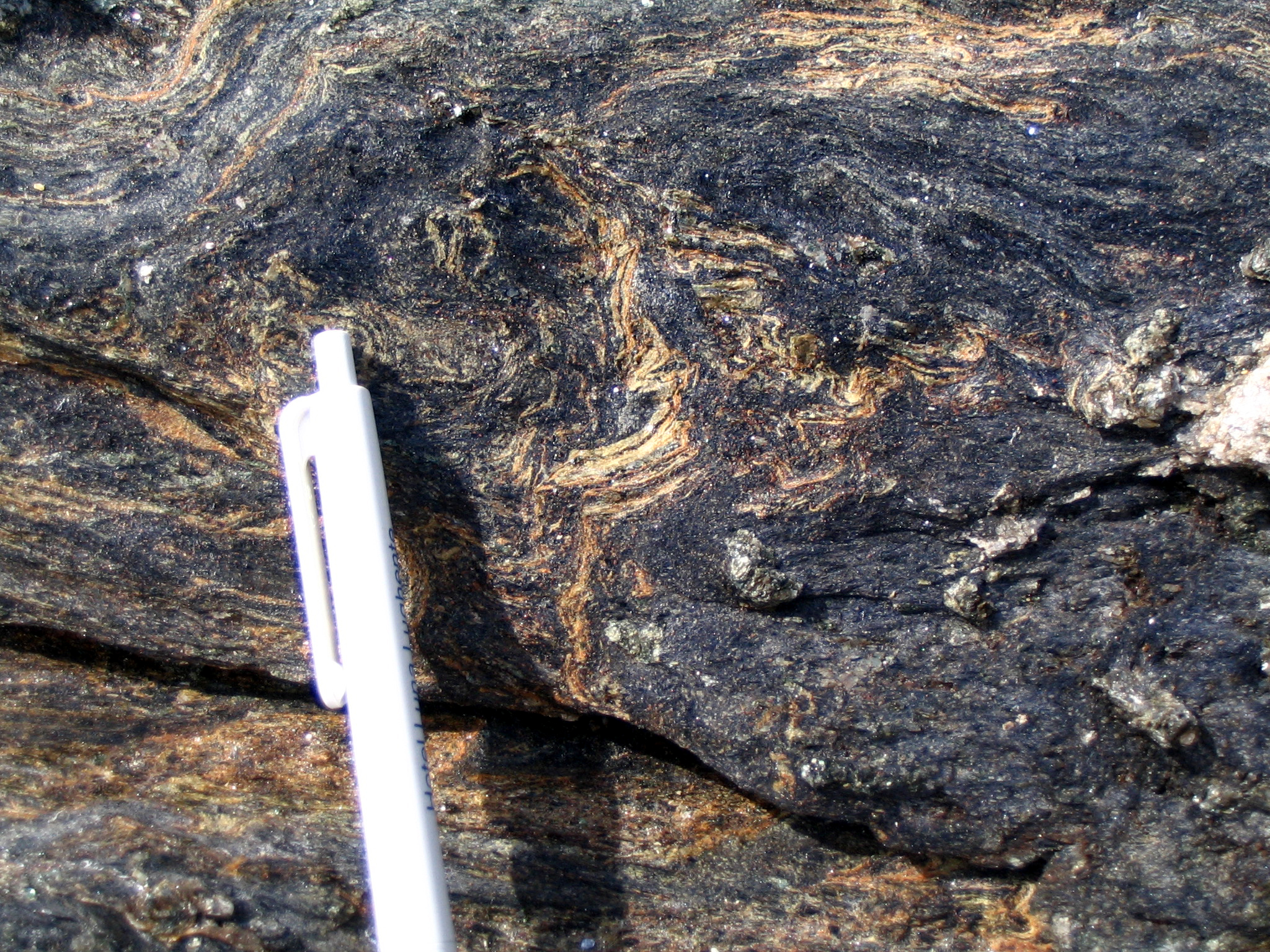
Blåskiffer

Blåskiffer är en sorts skiffer med metamorft ursprung. Alkaliamfiboler som glaukofan och crossit kan ge bergarten en blå färg. Trots innehåll av glaukofan som är lilablå är ändå blåskiffrarna ofta grå. Blåskiffer har liten kornstorlek på 0,5 – 2 mm och består huvudsakligen av glaukofan, klorit och epidot. Andra ämnen som kan ingå är lawsonit, jadeit, glimmer och/eller kvarts. Blåskiffer bildas oftast i miljöer med högt tryck och relativt låga temperaturer av ursprungsbergarter med basisk sammansättning.
Blåskiffer finns längs Argentariokusten i Toscana i Italien.
Grönskiffer är en bergart som liknar blåskiffer.

## Glaukofanskiffer
Glaukofanskiffer är en variant av blåskiffer som innehåller mycket glaukofan vilket ger den en mörkt grålila färg.